# Háborús játék
A háborús játék (angolul: wargame) egy videójáték-műfaj, a stratégiai játék alműfaja, ami egy térképen történő hadviselést hangsúlyoz stratégiai vagy taktikai elemekkel. A legtöbb háborús játék játékmenete nagyrészt taktikai feladatokat tartalmaz. A cél egy terület elfoglalása az ellenséggel való csata után. A játékok többségében a csata közben eltelt idő jelentősen fel van gyorsítva és az éjszakai részek ki vannak hagyva a játékmenet gyorsítása érdekében.

## Híres háború játékok
- Computer Bismarck
- Eastern Front (1941)
- Hegemony
- Panzer General
- Steel Panthers